# Kiszető
Kiszető (románul Chizătău) falu Romániában, Temes megyében. Belence községközponthoz tartozik.

## Fekvése
Lugostól 16 km-re északnyugatra, a Temes mellett fekszik.

## Lakossága
2002-ben 888 lakosa volt a falunak.

## Nevezetességek
- Miasszonyunk Születésének szentelt, 1827-ben épült temploma a romániai műemléke jegyzékében a TM-II-m-B-06200 sorszámon szerepel.[1]